# José Manuel Rolo
José Manuel Rolo (Ílhavo, 9 de março 1941 — Isla Canela, 24 de agosto de 2018) foi um economista e escritor de Portugal.

## Biografia
Concluiu a escola primária em sua terra natal, efectuou os estudos secundários na Escola Industrial e Comercial de Aveiro, no Instituto Comercial do Porto e no Liceu D. Manuel II do Porto. Licenciou-se em Economia na Faculdade de Economia da Universidade do Porto. Doutourou-se em Economia no Instituto Superior de Economia da Universidade Técnica de Lisboa.
Foi docente do Instituto Superior de Economia da Universidade Técnica de Lisboa, investigador do Gabinete de Investigações Sociais do ISEG, investigador coordenador do Instituto de Ciências Sociais da Universidade de Lisboa (durante vários anos presidente do Conselho Directivo; jubilado em 2011), investigador sénior do Centro de Estudos Africanos do ISCTE - Instituto Universitário de Lisboa (presidente da mesa da Assembleia Geral, 2010/2011), consultor dos governos da Guiné-Bissau, Angola e Cabo Verde, bolseiro da Fundação Calouste Gulbenkian, director do Gabinete de Assistência Técnica do Programa ALFA da Comissão Europeia, delegado nacional ao Programa INCO dos 5º e 6º Programas "Quadro de I&DT" da Comissão Europeia e também investigador-coordenador jubilado do Instituto de Ciências Sociais da Universidade de Lisboa.
Faleceu em 24 de agosto de 2018 na Isla Canela, Espanha, aos 77 anos de idade.